# 717 Dywizja Piechoty (III Rzesza)
717 Dywizja Piechoty (niem. 717. Infanterie-Division) – niemiecka dywizja z czasów II wojny światowej.
Sformowana w Wiedniu na mocy rozkazu z 11 kwietnia 1941, w 15. fali mobilizacyjnej w XVII Okręgu Wojskowym. Od czerwca 1941 r. dywizja przebywała na terenie okupowanej Jugosławii, gdzie zwalczała partyzantów. Dowodzący dywizją gen. por. Benignus Dippold apelował aby partyzantów nie traktować jak bandytów. 
1 kwietnia 1943 została przemianowana na 117 Dywizję Strzelców i wysłana do Grecji.

## Dowódcy dywizji
- gen. mjr Paul Hoffmann 17 V 1941 – 1 XI 1941
- gen. por.  Walter Hinghofer 1 XI 1941 – 1 X 1942
- gen. por. Benignus Dippold 1 X 1942 – 1 IV 1943

## Struktura organizacyjna
Skład w kwietniu 1941:
- 737. i 749. pułk piechoty, 670. oddział artylerii, 717. oddział pionierów, 717. kompania łączności.